# Courtine d'autel
 (octobre 2023).
Si vous disposez d'ouvrages ou d'articles de référence ou si vous connaissez des sites web de qualité traitant du thème abordé ici, merci de compléter l'article en donnant les références utiles à sa vérifiabilité et en les liant à la section « Notes et références ».

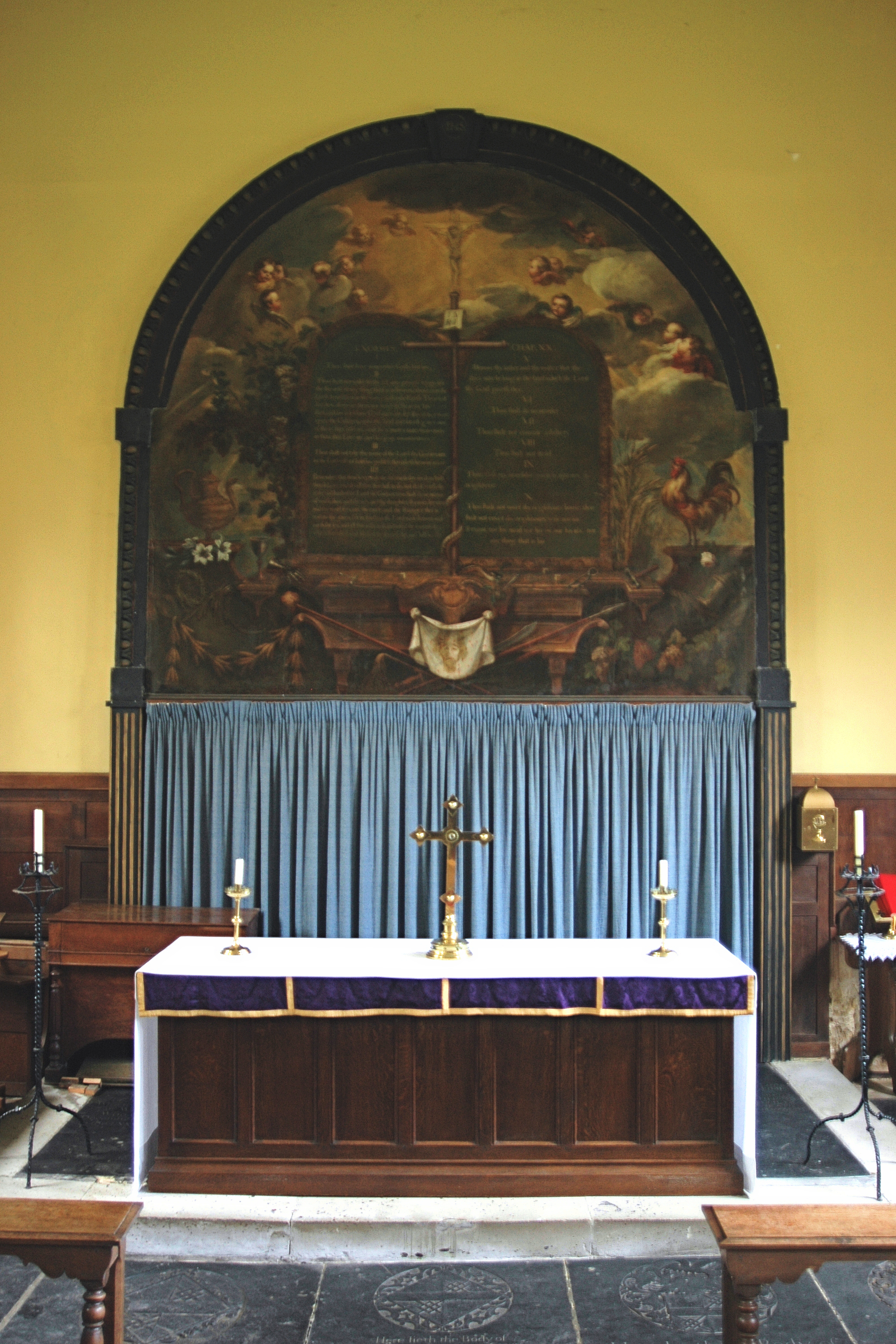
Courtine d'autel dans l'église Ste-Mary de Weston-on-the-Green, en Angleterre.

Une courtine d'autel est constituée d'un ensemble de rideaux (en langage théâtral pendrillons) délimitant un espace autour d'un autel. Les courtines d'autel sont suspendues à un ciborium ou à un porte-courtines d'autel, sur les côtés et parfois derrière l'autel. En anglais, la courtine placée derrière l'autel s'appelle dossal.

### Articles liés
- Antependium
- Antimension
- Autel (christianisme)